# Toni Gardemeister

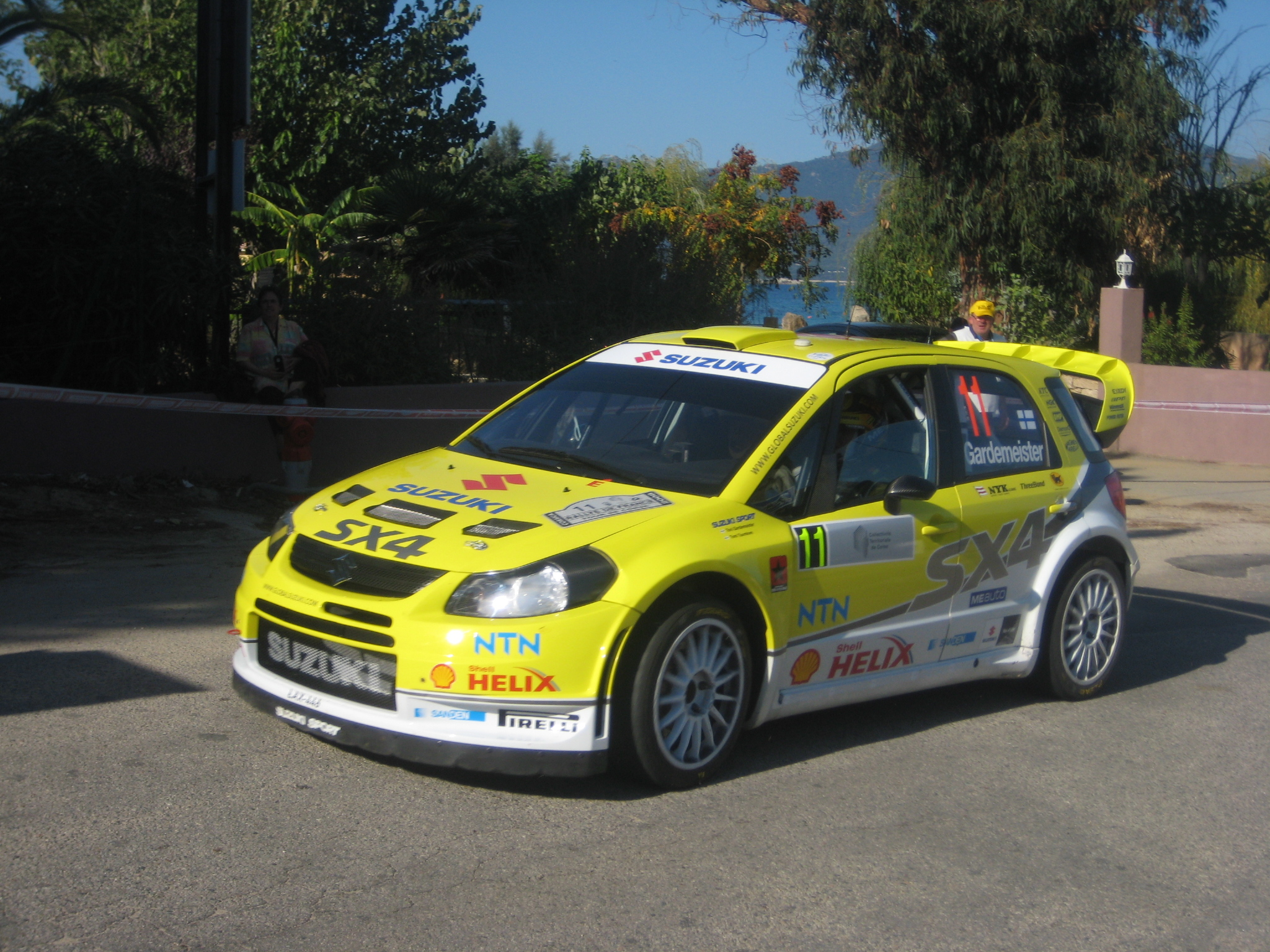
Toni en el Rally de Córcega.

Toni Gardemeister (31 de marzo de 1975, Kouvola, Kymenlaakso) es un piloto de rallys que ha competido en el Campeonato Mundial de Rally, siendo piloto oficial de Seat, Mitsubishi, Skoda, Ford y Suzuki, entre 1996 y 2010. Logró subirse al podio en seis ocasiones, finalizando segundo en Montecarlo, Grecia y Córcega en la temporada 2005. Actualmente compite en el IRC, que en su primera temporada completa, en 2011, finalizó noveno, puntuando en todos los rallyes donde participó.

## Trayectoria
Empezó a competir pronto en el escenario mundialista en 1996, pero no consiguió una plaza fija hasta el 2000, donde fue uno de los pilotos oficiales de SEAT. Dos años más tarde fichó por Skoda, donde estuvo tres años, pero sin conseguir resultados notables.Tras quedar en 24.ª posición en 2004, el equipo BP Ford WRT, le fichó arriesgando, pero el rendimiento del finlandés fue mejor de lo que se esperaba quedando cuarto en el mundial con 58 puntos y 4 podios en la temporada.
En 2006, no corrió todas las carreras del mundial, pero consiguió un podio y quedar 9.º en la general corriendo apenas 4 rondas del mundial.
Un año después no encontró equipo oficial, compitiendo como el año pasado en diferentes equipos sin tener continuidad en ninguno de los equipos.Su mejor resultado fue 6.º en el Rally de Suecia, que repitió más tarde en el campeonato en el Rally de Italia.
Al 2008, Toni recibió una oferta de Suzuki, que aceptó. Compitió todas las pruebas del mundial como piloto oficial, pero tuvo que abandonar en muchas pruebas y no resultó una gran temporada para él quedando 13.º en el mundial con solo 10 puntos.

## Resultados

### Resultados completos WRC
| Año  | Equipo                       | Automóvil                | 1       | 2       | 3       | 4       | 5       | 6       | 7       | 8       | 9       | 10      | 11      | 12      | 13      | 14      | 15     | 16      | Posic. | Puntos |
| ---- | ---------------------------- | ------------------------ | ------- | ------- | ------- | ------- | ------- | ------- | ------- | ------- | ------- | ------- | ------- | ------- | ------- | ------- | ------ | ------- | ------ | ------ |
| 1996 | Toni Gardemeister            | Opel Astra GSI 16V       | FIN Ret |         |         |         |         |         |         |         |         |         |         |         |         |         |        |         | -      | 0      |
| 1997 | Toni Gardemeister            | Nissan Sunny GTI         | SWE Ret | FIN 12  |         |         |         |         |         |         |         |         |         |         |         |         |        |         | -      | 0      |
| 1998 | Promoracing Finland          | Nissan Sunny GTI         | SWE 21  |         |         |         |         |         |         |         |         |         |         |         |         |         |        |         | -      | 0      |
| 1998 | SEAT Sport                   | SEAT Ibiza GTI 16V Evo 2 |         | NZL 16  | FIN 14  | ITA Ret | AUS Ret | GBR 16  |         |         |         |         |         |         |         |         |        |         | -      | 0      |
| 1999 | Toni Gardemeister            | SEAT Ibiza GTI 16V Evo 2 | MON 14  |         |         |         |         |         |         |         |         |         |         |         |         |         |        |         | 12.º   | 6      |
| 1999 | Astra                        | SEAT Ibiza GTI 16V Evo 2 |         | SWE 33  |         | POR Ret |         |         |         |         |         |         |         |         |         |         |        |         | 12.º   | 6      |
| 1999 | SEAT Sport                   | SEAT Córdoba WRC         |         |         |         |         |         |         |         |         | NZL 3   |         |         |         |         |         |        |         | 12.º   | 6      |
| 1999 | SEAT Sport                   | SEAT Córdoba WRC Evo2    |         |         |         |         |         |         |         |         |         | FIN 6   |         | ITA Ret | AUS 16  | GBR Ret |        |         | 12.º   | 6      |
| 2000 | SEAT Sport                   | SEAT Córdoba WRC Evo2    | MON 4   | SWE Ret | KEN Ret | POR 9   | ESP Ret | ARG Ret | GRC Ret | NZL Ret |         |         |         |         |         |         |        |         | 13.º   | 4      |
| 2000 | SEAT Sport                   | SEAT Córdoba WRC Evo3    |         |         |         |         |         |         |         |         | FIN Ret | CYP Ret | FRA 11  | ITA Ret | AUS 6   | GBR 12  |        |         | 13.º   | 4      |
| 2001 | Toni Gardemeister            | Peugeot 206 WRC          | MON 5   | SWE 4   |         |         |         |         |         |         |         |         |         |         |         |         |        |         | 16.º   | 5      |
| 2001 | Marlboro Mitsubishi Ralliart | Mitsubishi Carisma GT    |         |         | FIN Ret | NZL 15  |         |         |         |         |         |         |         |         |         |         |        |         | 16.º   | 5      |
| 2002 | Škoda Motorsport             | Škoda Octavia WRC Evo2   | MON 10  | SWE Ret | FRA 12  | ESP 11  | CYP 15  | ARG 5   | GRE 10  | KEN Ret |         |         |         |         |         |         |        |         | 13.º   | 3      |
| 2002 | Škoda Motorsport             | Škoda Octavia WRC Evo3   |         |         |         |         |         |         |         |         | FIN 12  | GER Ret | ITA Ret | NZL 8   | AUS 6   | GBR 10  |        |         | 13.º   | 3      |
| 2003 | Škoda Motorsport             | Škoda Octavia WRC Evo3   | MON Ret | SWE 8   | TUR 7   | NZL 5   | ARG 7   | GRE Ret | CHI Ret |         |         |         |         |         |         |         |        |         | 12.º   | 9      |
| 2003 | Škoda Motorsport             | Škoda Fabia WRC          |         |         |         |         |         |         |         | GER Ret | FIN Ret | AUS 11  | SRM Ret | COR 11  | ESP 12  | GBR Ret |        |         | 12.º   | 9      |
| 2004 | Škoda Motorsport             | Škoda Fabia WRC          |         |         |         |         |         | GRE Ret |         |         | FIN 8   | GER 7   |         | GBR 22  | ITA Ret | FRA 9   | ESP 9  |         | 24.º   | 3      |
| 2005 | BP Ford World Rally Team     | Ford Focus RS WRC 04     | MON 2   | SWE 3   | MEX 6   | NZL 6   | ITA 5   | CYP 5   | TUR 6   | GRE 2   | ARG 4   | FIN 6   | GER 17  | GBR DSQ | JPN 6   | FRA 2   | ESP 14 |         | 4.º    | 58     |
| 2005 | BP Ford World Rally Team     | Ford Focus RS WRC 06     |         |         |         |         |         |         |         |         |         |         |         |         |         |         |        | AUS Ret | 4.º    | 58     |
| 2006 | Astra Racing                 | Peugeot 307 WRC          | MON 3   |         |         |         |         |         |         |         |         |         |         |         |         |         |        |         | 9.º    | 20     |
| 2006 | Astra Racing                 | Citroën Xsara WRC        |         |         |         |         |         |         |         | GRE 4   | GER 4   |         |         | CYP 5   |         |         |        |         | 9.º    | 20     |
| 2007 | MMSP LTD                     | Mitsubishi Lancer WRC05  | MON 7   | SWE 6   |         |         |         |         |         |         |         |         |         |         |         |         |        |         | 13.º   | 10     |
| 2007 | Toni Gardemeister            | Mitsubishi Lancer WRC05  |         |         | NOR Ret |         | POR DSQ |         | ITA 6   |         |         |         |         |         |         |         |        |         | 13.º   | 10     |
| 2007 | Astra Racing                 | Citroën Xsara WRC        |         |         |         |         |         |         |         |         |         | GER 7   |         |         |         |         |        |         | 13.º   | 10     |
| 2008 | Suzuki World Rally Team      | Suzuki SX4 WRC           | MON Ret | SWE 7   | MEX Ret | ARG Ret | JOR Ret | ITA Ret | GRE 9   | TUR Ret | FIN 8   | GER 10  | NZL 7   | ESP 13  | FRA 13  | JPN 6   | GBR 7  |         | 13.º   | 10     |
| 2010 | Toni Gardemeister            | Ford Fiesta S2000        |         |         |         |         |         |         |         | FIN 12  |         |         |         |         |         |         |        |         | -      | 0      |

### IRC
| Año  | Equipo           | Automóvil                      | 1       | 2      | 3     | 4     | 5     | 6     | 7     | 8     | 9     | Posic. | Puntos |
| ---- | ---------------- | ------------------------------ | ------- | ------ | ----- | ----- | ----- | ----- | ----- | ----- | ----- | ------ | ------ |
| 2009 | Astra Racing     | Fiat Abarth Grande Punto S2000 | MON Ret |        |       |       |       |       |       |       |       | -      | 0      |
| 2010 | Astra Racing     | Fiat Abarth Grande Punto S2000 | MON Ret |        |       |       |       |       |       |       |       | -      | 0      |
| 2011 | Astra Racing     | Peugeot 207 S2000              | MON 10  |        |       |       |       |       |       |       |       | 9.º    | 43     |
| 2011 | TGS Worldwide OU | Škoda Fabia S2000              |         | CAN 10 | COR 8 | YAL 7 | YPR 7 | ZLI 6 | MEC 7 | SAN 9 | SCO 7 | 9.º    | 43     |